# Прітхвіраджа I
Прітхвіраджа I (гінді पृथ्वीराज प्रथम; д/н — 1110) — 10-й магараджахіраджа Сакамбхарі у 1090—1110 роках.

## Життєпис
Походив з династії Чаухан. Син Віґрахараджи III. Посів трон близько 1090 року. Мав незначний військовий конфлікт з Карнадевою Соланка, магараджахіраджею Гуджари, через контроль над шляхи прочан-брагманів, що не мав значного продовження. Прийняв додаткові (почесні) титули парабгатарака і парамешвара.
Також активно відбивав вторгнення газневідських військ до Раджпутани. Відомо, що переміг Бахліма, що був одним з полководців Хаджби Таґа-тегіна, який у 1000—1105 роках постійно атакував раджпутські держави. Фактично в цей час протистояння мусульманам перетворилося на основну діяльність.
Помер 1110 року. Йому спадкував син Аджаяраджа II.

## Будівництво
Наказав споружити анна-сатру (місце розподілу їжі) для прочан на дорозі до храму Сомнатх. Також пожертвував золоті калаші (купола) для джайнських храмів у Рантхамборі.